# Centro de Treinamento de Continassa da Juventus
45° 06′ 47,394″ N, 7° 37′ 48,532″ L

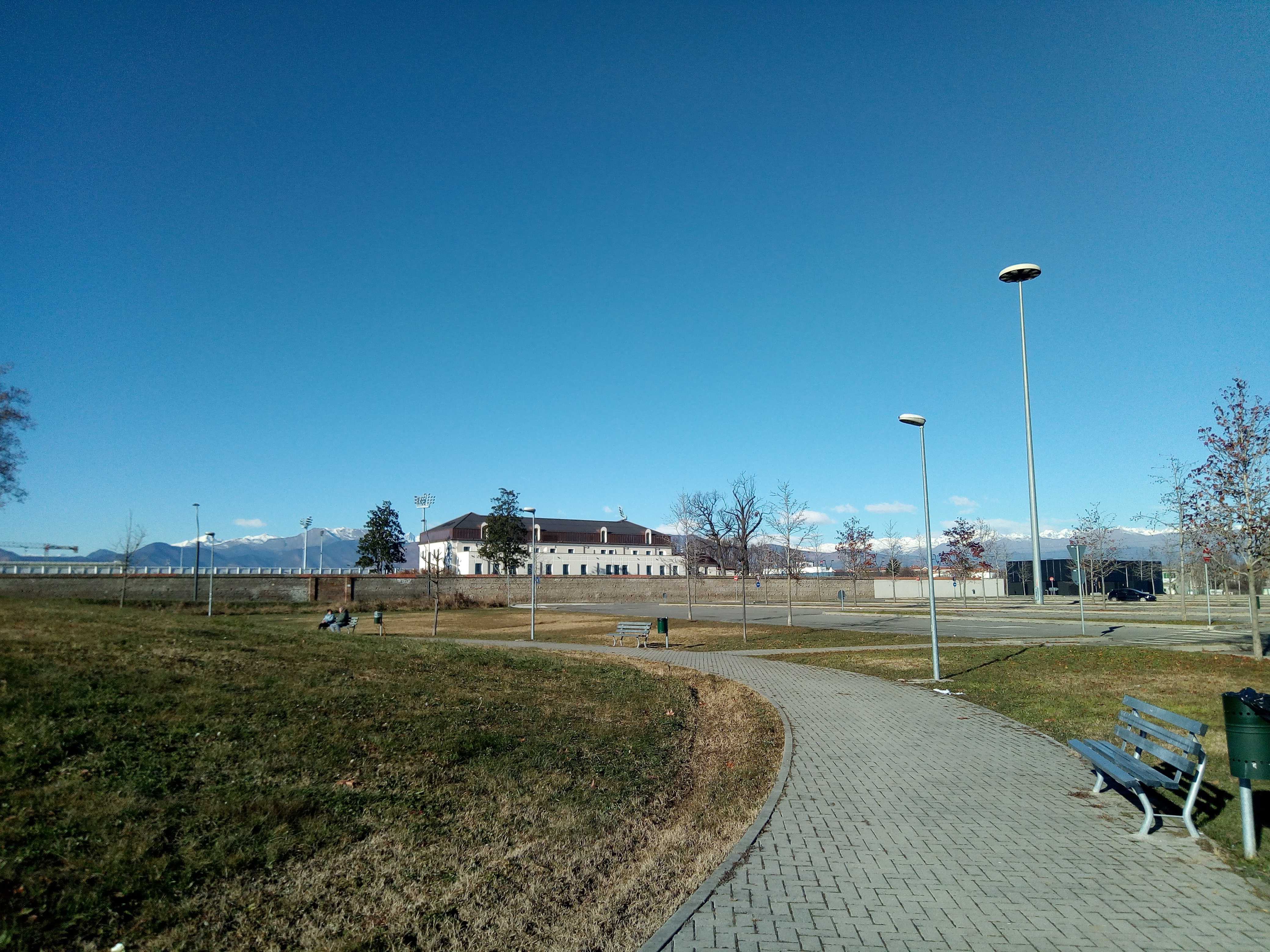

O Centro de Treinamento da Juventus, conhecido simplesmente como JTC Continassa devido à área em que está localizado, é um centro esportivo em Turim de propriedade do clube de futebol italiano Juventus Football Club .
Largura cerca de 59500, foi oficialmente inaugurado na primavera de 2018 pela primeira equipa feminina do clube e acolhe os treinos da primeira equipa masculina a partir do verão seguinte.
O centro de treinamento faz parte do complexo J-Village ao lado do Allianz Stadium .

## História
Entre 1994 e 2002 Juventus, que naquela época jogava suas partidas em casa no estádio «desconfortável e nunca muito amado» dos Alpes, planejava construir um estádio próprio ainda na área de Continassa . Naqueles anos, o clube da Juventus, além de querer construir um novo estádio, pretendia mudar a sede da empresa para um local próximo, mais precisamente para dentro da fazenda Continassa, e criar um centro de treinamento adjacente.
O projeto Continassa foi proposto várias vezes (mesmo no biênio 1996-1998, quando foi sugerido como uma alternativa ao projeto Comunale ), no entanto, a Juventus não conseguiu chegar a um acordo com o Município, proprietário do Delle Alpi:  o clube piemontês gostaria de derrubá-lo e construir em seu lugar um estádio de 40 000 lugares, reservado exclusivamente para o futebol. A empresa, portanto, ameaça deixar Torino se a situação não mudar.
Finalmente chega o dia 18 de junho de 2002, quando a Juventus, na sequência de um acordo com a Câmara Municipal de Torino, obtém o direito de superfície na área de Delle Alpi por 99 anos, ao preço de 25 milhões de euros. O pacto será decisivo, não só para a construção de um novo estádio apto para o futebol, seguro e rentável, mas também para a criação de uma cidadela da Juventus na zona adjacente de Continassa para acolher diversas iniciativas dirigidas aos adeptos, empresas, museu, centro de treinamento, centro médico e sede social. Tudo isto, assim como na zona envolvente, também dentro do futuro estádio próprio.
Entre 2008 e 2009, o Delle Alpi foi em grande parte demolido para iniciar a construção do Juventus Stadium, então Allianz Stadium, concluído em 2011: esta foi a primeira instalação de propriedade exclusiva de um clube de futebol, na Itália. No seu interior encontram-se: o J-Museum, o J-Medical, a Juventus Megastore, uma área de hospitalidade e um restaurante. Além disso, próximo ao estádio está o Área 12, um shopping center com 60 lojas e uma ampla área de alimentação com bares e restaurantes.
Enquanto isso, em 11 de junho de 2010, a Juventus, após assinar o memorando de entendimento com o município de Turim, obteve o direito de superfície por 99 anos na área de Continassa, adjacente às futuras instalações de sua propriedade, mediante o pagamento de um milhão de euros nos cofres municipais . O clube da Juventus pretende dar continuidade ao projeto do Estádio, requalificando toda a área em cerca de 270 000 m2 :  o projeto, denominado J-Village, ocupa uma área de 148700 m² e inclui a sede social, o Centro de Treinamento da Juventus (JTC) reservado para o primeiro time, um hotel de luxo, uma escola internacional e uma loja conceito .
O Centro de Treinamento da Juventus foi inaugurado em 16 de abril de 2018 pela equipe feminina, que o testou por alguns meses, enquanto a primeira equipe masculina assumiu em 9 de julho de 2018; desde o mesmo verão, as instalações também foram ocasionalmente usadas pela segunda equipe masculina, normalmente sediada em Vinovo .
A seleção brasileira vai se preparar para a Copa do Mundo no Centro de Treinamento de Continassa, da Juventus.

## Estrutura

### Área de esportes
A área de treinamento inclui: 
- uma campo de treinamento totalmente em grama natural, na qual são traçados:
  - um campo de futebol regulamentado com arquibancada coberta com capacidade para 600 pessoas;
  - mais três campos de futebol de tamanho normal;
- uma parte do edifício, dentro da qual são colocados:
  - os vestiários;
  - salas de fisioterapia ;
  - uma academia;
  - uma piscina.

### Área de gestão
A área de gestão inclui: 
- uma parte restante do edifício, dentro da qual estão localizados:
  - os gabinetes do corpo técnico e médico;
  - uma sala de conferências;
- o "media center", um segundo prédio menor, que abriga:
  - uma sala para reuniões técnicas e visualização de vídeos;
  - a sala de imprensa, com capacidade para 30 jornalistas, para conferências de imprensa;
  - os estúdios de televisão da Juventus TV, canal temático do clube;
  - as áreas reservadas aos patrocinadores .